# 触らぬ神に祟りなし
触らぬ神に祟りなし（さわらぬかみにたたりなし）は、御霊信仰が由来のことわざ。

## 概要
面倒な物事には関わりさえ持たなければ、災いを招くということはないということを意味する。このことから面倒な事柄には余計な手出しはするべきではないと戒められている。

### 由来
この言葉は日本の信仰の1つである御霊信仰という、大きな不満を抱きながら死んだ人や、不幸な死に方をした人の霊が祟り神として現世に災いをもたらすという信仰が由来である。御霊信仰が盛んであった時代には、霊というのは祟りや災いをもたらすために関わらない方が良いという言い伝えが広まっていき、このことから触らぬ神に祟りなしということわざが生まれた。ここでの神というのは、世界や運命を支配する絶対的な神のことではなく、幽霊や怨霊などといった死んだ人の魂のことであった。尾張いろはかるたに触らぬ神に祟りなしがある。